# Peugeot Buxy
Il Peugeot Buxy è uno scooter Peugeot prodotto dalla casa motociclistica dal 1994 al 1998.
Esistono tre scooter diversi realizzati sullo stesso telaio:
oltre al Buxy, lo Speedake e lo Zenith.

## Descrizione
Il Buxy è lo scooter con le caratteristiche adatte per il fuoristrada, lo Speedake è quello più sportivo mentre lo Zenith è lo scooter adatto per muoversi in città.
Tra le particolarità del Buxy vi è la mancanza del vano sottosella, spostato nella parte anteriore dello scooter.
Lo scooter si presenta molto leggero (85 kg) e facile da manovrare ed è dotato di ottima tenuta di strada soprattutto grazie alle ampie gomme (anteriore 120-90-10 / posteriore 130-90-10).
Monta un blocco motore Honda 2 tempi di 50cc montato in posizione verticale, raffreddato ad aria e forcella anteriore a steli rovesciati showa.
I freni sono a disco anteriori e a tamburo posteriori; e dotato inoltre di miscelatore automatico per la benzina e l'olio.